# Salles-de-Belvès
Salles-de-Belvès (okzitanisch Salas de Belvés) ist ein Ort und eine Gemeinde mit 77 Einwohnern (Stand: 1. Januar 2022) im Osten des südfranzösischen Départements Dordogne in der Region Nouvelle-Aquitaine.

## Lage
Salles-de-Belvès liegt in der waldreichen Landschaft des Périgord noir, gut 40 km (Fahrtstrecke) südwestlich der Stadt Sarlat-la-Canéda, bzw. gut 71 km südöstlich von Périgueux, in einer Höhe von ca. 225 m ü. d. M., am Oberlauf des Flüsschens Nauze. Das Klima ist gemäßigt und wird gleichermaßen vom Atlantik wie von den Bergen des Zentralmassivs beeinflusst; Regen fällt verteilt übers ganze Jahr.

## Bevölkerungsentwicklung
| Jahr      | 1800 | 1851 | 1901 | 1954 | 1999 | 2014 |
| Einwohner | 329  | 328  | 240  | 122  | 54   | 74   |

Der kontinuierliche Bevölkerungsrückgang in der ersten Hälfte des 20. Jahrhunderts ist im Wesentlichen auf die Reblauskrise im Weinbau und die zunehmende Mechanisierung der Landwirtschaft sowie den jeweils damit einhergehenden Verlust an Arbeitsplätzen zurückzuführen.

## Wirtschaft
Die Bewohner der Gemeinde lebten jahrhundertelang als Selbstversorger von den Erträgen ihrer Felder und Gärten; daneben wurden auch Viehzucht, ein wenig Weinbau und die Anpflanzung von Esskastanien und Nussbäumen betrieben. Im Ort selbst siedelten auch Handwerker, Kleinhändler und Dienstleister. Seit den 1960er Jahren werden einige der leerstehenden Häuser, aber auch Neubauten als Ferienwohnungen (gîtes) genutzt.

## Geschichte
Steinzeitliche Kleinfunde wurden auf dem zur Gemeinde gehörenden Camp de César gemacht. 
Der alte Ortsname Salis wird erstmals in einem Dokument des Jahres 1053 erwähnt. Übergriffe während des Hundertjährigen Krieges (1337–1453) und der Hugenottenkriege (1562–1598) sind wahrscheinlich, aber nicht nachgewiesen.

## Sehenswürdigkeiten
Die einschiffige romanische Pfarrkirche war ursprünglich der Gottesmutter Maria geweiht, wurde aber nach der Übernahme der Gemeinde durch das Domkapitel von Sarlat in Saint-Sacerdos umbenannt. Der im Äußeren wie im Innern eher schmucklose Kirchenbau, dessen eh schon leicht erhöhte Apsis um einen nahezu fensterlosen Schutzraum aufgestockt wurde, wird von einem dreigeteilten Glockengiebel bekrönt. Die heutigen Fenster wurden im 18. oder 19. Jahrhundert eingefügt.

## Persönlichkeiten
- Der Patriarch Peter Thomas (um 1305–1366), ein auf Zypern gestorbener Heiliger der Katholischen Kirche, wurde in Salles-de-Belvès geboren.